# NGC 3403
NGC 3403 este o galaxie spirală situată în constelația Dragonul. A fost descoperită în 3 aprilie 1785 de către William Herschel. Se află la o distanță de 26,92 de megaparseci de Pământ.